# أنجيلو سالا
أنجيلو سالا هو طبيب إيطالي واختصاصي في الطب الكيميائي والصيدلة ولد في 21 مارس 1576 وتوفي في 2 أكتوبر 1637 وهو أول من روج للعلاجات الكيميائية استنادًا إلى الخصائص الكيميائية للمواد، وهو من لاحظ اختلاف تفاعل المعادن عندما تتفاعل مع مجموعة من الأحماض المختلفة، كما لاحظ تفاعل الكبريت مع الهواء واستنتج بأنه يستخرج شيئًا من الهواء ليحترق معه بالإضافة إلى تغيير لون نترات الفضة إلى اللون الداكن بعد تعرضها للضوء، وأجرى العديد من الدراسات العلمية حول تكوين الكحول من مستلزمات التخمير ولذلك يعتبر مكتشف كيميائية السكر.

## السيرة الذاتية
ولد أنجيلو سالا لوالده برناردينو في 21 مارس 1576 وامتهن الصيدلة في مدينة البندقية، ترك سالا إيطاليا وحياته المهنية كطبيب دون دراسات أكاديمية حاله كحال الكالفينيون في عام 1602 ليذهب إلى دريسدن ثم سوندريو في عام 1604 ونورمبرغ في 1606 وفراونفيلد في 1607 واستقر أخيرًا في جينيف عام 1609.

## منشوراته
بدأ سالا بنشر مقالاته حول الكيمياء الطبية وعلم الأدوية في عام 1608 ونشر كتابه الاول عن الأدوية عام 1624. 
دعم سالا نظرية الجسيمات مؤكدًا على أن التخمير هو إعادة تجمع للجسيمات التي ستكون موادًا جديدةً، وأثبت ذلك في سلسلة من التجارب التي قدمت دليلًا على استمرار المادة نفسها من خلال سلسلة من التغييرات الكيميائية، إذ يمكن افتراض أن الذرات الدقيقة هي الأجزاء غير القابلة للتغيير والتي استمرت في جميع الخطوات.

## عمله
اشتغل سالا في التدريس الجامعي إذ ألقى محاضرات عن مادة الكيمياء جامعة روستوك إذ كان يوهان ريست أحد طلاب سالا.

## حياته الشخصية
تزوج سالا ثلاث مرات وكانت المرة الأولى من ماريا إنان التي أنجبت طفلتها الوحيدة ماريا والتي تم تعميدها في 5 يناير 1608 في فينترتو، ثم تزوج سالا للمرة الثانية من كورنيليا دي لوميلز في 15 أبريل 1621 وأخيرًا تزوج من كاتارينا فون بروكدورف في لوبيك عام 1628.
توفي سالا في الثاني من أكتوبر عام 1637 عن عمر يناهز الـ 61 في بوتسو بعد أن جرح نفسه قبل وفاته بثلاثة أيام، ودفن 20 أكتوبر في كاتدرائية القديسة ماريا وسانت يوهانس إيفانجليستا وسانت كاسيليا.